# Jórunn Ragnarsdóttir
Jórunn Ragnarsdóttir (* 28. Juni 1957 in Akureyri, Island) ist eine isländische Architektin, Partnerin im Büro Lederer+Ragnarsdóttir und Professorin für Architektur.

## Leben
Nach dem Abitur in Reykjavík studierte Jórunn Ragnarsdóttir von 1976 bis 1982 Architektur an der Universität Stuttgart. 1982 schloss sie ihr Studium mit dem Diplom ab und arbeitete zunächst als Angestellte, ab 1985 als Partnerin mit Arno Lederer im Büro Lederer+Ragnarsdóttir zusammen. 1992 kam Marc Oei (* 1962 in Stuttgart) als dritter Partner in die Bürogemeinschaft.
Von 1998 bis 2000 entwarf Jórunn Ragnarsdóttir – neben den Projekten für das Architekturbüro Lederer+Ragnarsdóttir+Oei – mehrere Bühnenbilder und Kostüme für das Stadt- und Staatstheater Reykjavík. Insbesondere die Nähe zur skandinavischen Architektur, die für die Arbeiten des Büros von großer Bedeutung ist, steht ihrer Entwurfshaltung voran.
Auch als Kuratorin für das Architekturprojekt „16 Stationen“ bei der Remstal Gartenschau 2019 war sie von Ende 2016 bis 2019 tätig.
Von 2012 bis 2021 war Jórunn Ragnarsdóttir Geschäftsführende Gesellschafterin des Architekturbüros LRO Lederer Ragnarsdóttir Oei GmbH & Co. KG in Stuttgart und gründete 2021 zusammen mit Arno und Sölvi Lederer das Architekturbüro Lederer Ragnarsdóttir Architekten PartgmbB mit Sitz in Berlin.
Jórunn Ragnarsdóttir hat seit 1990 zahlreiche Vorträge an Hochschulen und Instituten gehalten und ist seit 1992 als Preisrichterin bei Architekturwettbewerben tätig.

## Lehrtätigkeit
- Von 1992 bis 1993 lehrte Jórunn Ragnarsdóttir an der Architekturfakultät der Universität Stuttgart bei Boris Podrecca.
- Von 2010 bis 2012 übernahm sie an der Kunstakademie Düsseldorf in der Baukunstklasse die Professur von Laurids Ortner, neben Karl-Heinz Petzinka, Axel Schultes und Max Dudler.

## Mitgliedschaften
- 2009–2015 Mitglied des Gestaltungsbeirats Lübeck
- 2012–2018 Mitglied der Stadtgestaltungskommission München
- 2014–2018 Vorsitzende des Gestaltungsbeirats Freiburg im Breisgau.[2]
- 2014–2022 Mitglied des Landesdenkmalrats des Senators für Kultur und Europa Berlin
- 2015–2021 Vorsitzende des Hochschulrats der Staatlichen Akademie der Bildenden Künste Stuttgart
- 2016–2021 Vorsitzende des Gestaltungsbeirats Regensburg
- 2016–2021 Vorsitzende des Gestaltungsbeirats Reutlingen
- 2017–2022 Mitglied des Baukollegiums Berlin
- 2017–2021 Mitglied des Beirats Berlin Creative District in Berlin-Tempelhof
- 2018–2022 Mitglied des Baukollegiums Zürich
- seit 2019 Mitglied des Kuratoriums Fritz-Schumacher-Preis in Hamburg
- seit 2020 Mitglied des Gestaltungsbeirats Wangen im Allgäu
- seit 2020 Jurymitglied des Deutschen Städtebaupreises
- 2021–2023 Mitglied des Gestaltungsbeirats Salzburg
- seit 2021 Mitglied des Gestaltungsbeirats Dresden
- seit 2022 Kuratoriumsmitglied der Burg Giebichenstein Kunsthochschule Halle
- seit 2022 Mitglied des Universitätsrats der Bauhaus-Universität Weimar
- seit 2022 Mitglied des baukulturellen Beratungsgremium Siemensstadt in Berlin
- seit 2022 Mitglied des Aufsichtsrats der Tempelhof Projekt GmbH Berlin

## Wichtige Bauten
siehe Lederer+Ragnarsdóttir+Oei